# Ramlai csata (1102)
A második ramlai csata a keresztes Jeruzsálemi Királyság és a fátimida Egyiptom között 1102. május 17-én és 19-én, a mai Izraelben található Ramla városának közelében megvívott ütközet, mely a keresztesek vereségével ért ugyan véget, de a muszlimok nem tudták kihasználni győzelmüket. A csatára az első keresztes hadjáratot követő egyiptomi választámadások keretében került sor, mintegy fél évvel az első ramlai csata után. A jeruzsálemi hadsereg főparancsnoka I.  Balduin jeruzsálemi király, az egyiptomié Saraf al-Maálí volt.

## Előzményei
Az egyiptomi fátimida kalifa vezíre, al-Afdal Sáhansáh 1101 tavaszán hadjáratot indított a Jeruzsálemi Királyság ellen az első keresztes háborúban elfoglalt palesztinai területek visszaszerzésére. A támadást azonban a keresztesek megállították: az első ramlai csatában a jelentős túlerő ellenére legyőzték az egyiptomi hadat, melynek főparancsnoka is elesett. A támadások csupán pár hónapra torpantak meg. 1102 tavaszára az egyiptomi vezír újabb hadsereget állított fel, mely körülbelül húszezer főt számlált: a Szentföldön élő, kortárs Foucher de Chartres krónikás előbb 20 000 fős lovasságról és 10 000 fős gyalogságról ír, de később 20 000-re teszi az összlétszámot. Ugyanígy 20 000 szerepel a pár évtizeddel később élő Türoszi Vilmosnál. A modern történészek közül William Hamblin kétségbe vonta ezen adatokat, és körülbelül 5-10 000 főre becsüli a fátimidák által kiállítható katonák létszámát. A csapatok vezényletével az egyiptomi vezír a fiát, Saraf al-Maálít bízta meg.
Ezenközben az 1101-es anatóliai keresztes hadjárat túlélői – többek között István, Blois grófja – hajóra szálltak, hogy hazautazzanak a Szentföldről, ám viharba kerültek, és visszasodródtak Jaffába, a keresztesek egyik legfontosabb kikötőjébe. A keresztesek ez idő tájt szereztek tudomást a közelgő egyiptomi támadásról; a távozni készülő nagyurak pedig úgy határoztak, hogy elhalasztják utukat és segítenek a jeruzsálemi királynak. A kereszteseknek ekkor több katonája várakozott Jaffa mellett, és szükség esetén a galileai helyőrségtől is remélhettek erősítést.
A fátimida kézen lévő Aszkalon alatt gyülekező egyiptomi sereg 1102 májusának elején indult meg Ramla városa felé, mely stratégiailag fontos helyen, a Jeruzsálemet Jaffával és Aszkalonnal összekötő úton feküdt. Ramlát a keresztesek tartották ellenőrzésük alatt, megerősített tornyában tizenöt őr állomásozott. Az egyiptomiak felgyújtották a lüddai Szent György-kápolnát, és feldúlták a vidéket, megsemmisítve a termést; illetve Foucher de Chartres leírása alapján május 16. körül tábort vertek Ramla alatt. Roueni Róbert ramlai püspök értesítette a szaracénok közeledéséről I. Balduin jeruzsálemi királyt; a Lüdda környékét felderítő, és a Ramlát övező földeket felperzselő csapatokról a püspök a korábbi tapasztalatok alapján azt feltételezhette, hogy ismét az aszkaloni helyőrség néhány egysége portyázik a vidéken. Foucher de Chartres krónikája nem, ám a szintén kortárs, Nangis-i Bartolfnak tulajdonított Gesta Francorum Iherusalem expugnantium számot ad I. Balduin király félretájékoztatottságáról az ellenség haderejével kapcsolatban.
I. Balduin nem volt rest válaszolni a fenyegetésre. Javaslatára csupán a keresztes lovasság kelt útra a muszlimok ellen, a gyalogság és tartalék nélkül. Számuk Foucher de Chartres, Nangis-i Bartolf és Türoszi Vilmos szerint kétszáz, Aacheni Albert és Ibn al-Kalániszí szerint hétszáz főt tett ki. Steve Tibble történész a keresztes hadjáratok állandó emberszűkében létére tekintettel a kétszázat tartja valószínűbbnek. Velük tartott István blois-i gróf, I. István burgundi gróf, VI. Hugó lusignani úr, II. Gottfried vendôme-i gróf és a német-római császár Konrád nevű kapitánya is, akik az 1101-es keresztes hadjárat résztvevőiként kerültek a Keletre.

## A csata
A keresztesek 1102. május 17-én lovagoltak ki Jaffából. Foucher de Chartres megjegyzi, hogy a frankok tulajdon táborában rohamozták meg az ellenséget, ami arra utal, hogy I. Balduinnak az volt a taktikája: még azelőtt szétkergeti a fátimidákat és feldúlja táborukat, hogy azok csatarendbe állhatnának. A Ramla környéki síkságra érve szembesültek az egyiptomi haddal és annak hatalmas létszámával. I. Balduin király azonnal „rádöbbent tévedésére,” azonban visszafordulni már nem lehetett, mert a szaracénok könnyűlovassága rögtön úgy mozgott, hogy elvágja a visszavonulás útját. Ennek ellenére az egyiptomiak nem rohanták le azon nyomban ellenségüket, mivel egy nagyobb keresztes sereg előőrsének vélték a néhány száz lovagot. Amikor rájöttek, hogy nincsen jeruzsálemi fősereg, körbevették a frankokat.
I. Balduin rohamot indított a fátimidák ellen, ettől remélvén az áttörést és a menekülést, de az ellenség túlerejével szemben ez kevésnek bizonyult. Az ezt követő összecsapásban a keresztesek jó részét – több mint százötven lovagot – megölték. Roger de Rozoy és Hugues Le Bourg néhány lovaggal áttört az egyiptomiak gyűrűjén, és sikeresen eljutottak a jaffai várba; míg a jeruzsálemi királynak hozzávetőleg 50 életben maradt bajtársával sikerült a ramlai erődítménybe menekülnie. Ramlának egyetlen megerősített tornya volt, a lovagok ebben barikádozták el magukat. Az egyiptomiak körbezárták a tornyot, az éjszaka beállta miatt azonban nem fogtak bele az ostromba.
Minthogy felmentősereg érkezésében nem reménykedhetett, és a tornyot egy kisebb helyőrség elszállásolására, nem pedig ostrom átvészelésére tervezték, I. Balduin király, akinek „életben maradásától a királyság fennmaradása függ[ött],” az éj leple alatt többedmagával – Aacheni Albertnél csak az apródjával, Ibn al-Kalániszínél három, Foucher de Chartres-nál öt, Türoszi Vilmosnál pedig „csak nagyon kevés” lovaggal –, Gazella nevű legendás lova hátán kiszökött a várból. Türoszi Vilmos elbeszélése szerint egy arab emír segítette, aki a király egy előző csatában tanúsított lovagiasságát akarta meghálálni: az emír éjjel bebocsátást kért a ramlai toronyba, és arról informálta a királyt, hogy az egyiptomiak napkeltekor támadni fognak, majd átkalauzolta a keresztes fejedelmet a szaracénok vonalán. Az arab emír története valószínűleg legenda, a király hátasáról azonban a legtöbb keresztény krónika megemlékezik. Szintén elmenekült – a királytól és egymástól függetlenül – az éjszaka folyamán Cambrai Lithard későbbi jaffai várparancsnok és a brüsszeli Gothman lovag. Utóbbi megvitte Jeruzsálembe a hírt a ramlai vereségről, de egyben azt is tanácsolta az ott összegyűlt kereszteseknek, hogy ne adják meg magukat az egyiptomiaknak.
Május 18-án az egyiptomiak lerombolták a városfalat, és csákányokkal körbeásták a tornyot, hogy rőzsenyalábokkal körberakva kifüstölhessék onnan a lovagokat. A fojtogató tűz és füst miatt a frankok a német Konrád kapitány irányításával másnap a kitörés mellett döntöttek. Az összecsapásban az egyiptomiak levágták a blois-i, a burgundi és a vendôme-i grófot, a lusignani nagyurat és csaknem valamennyi lovagot. Konrád kapitány életét bátorsága láttán megkímélték, azonban rabságba hurcolták; őt három börtönben töltött év után I. Alexiosz bizánci császár váltotta meg. Rajta kívül Bourges-i Arpin frank nemesúr volt az, akinek a bizánci udvarral való kapcsolatait eléggé értékesnek találták ahhoz, hogy ne öljék meg, hanem túszként tartsák fogva. Ibn Mujasszar az elesett kereszteseken túl kilencszáz Egyiptomba küldött fogolyról, Ibn al-Aszír négyszáz megölt és háromszáz fogságba vetett keresztesről ír, ez azonban ellentmond a keresztény leírásoknak, melyek a teljes, tehát a május 17-ei összecsapásban elesettekkel együtt vett keresztes csapat létszámát ennél kevesebbre teszik.

## Következményei

### Arszúf és Jaffa
A Ramlából kiszökő I. Balduin király a jaffai erődbe vagy Jeruzsálembe tervezett eljutni, a környék azonban hemzsegett az ellenséges katonáktól. Az uralkodó két napon keresztül bolyongott a közeli dombvidéken, és az őt üldöző egyiptomi őrjáratok elől bujkált. Végül a Saron-síkságot átszelve május 19-én este megérkezett a keresztesek ellenőrizte Arszúfba. Foucher de Chartres azt jegyezte fel, hogy I. Balduin ötödmagával menekült el Ramlából, de Arszúfba már csak ketten kísérték, az apródja és egy lovag. Szintúgy két kísérőről írt Türoszi Vilmos, akikkel az uralkodó „véletlenül összetalálkozott” menekülése folyamán. A királlyal egy időben érkezett a városba egy nyolcvan lovagból álló galileai csapat Hugó galileai herceg vezénylete alatt, aki az egyiptomi hadsereg jövetelének hírére vonult délre. Május 20-án reggel a galileaiak továbbhaladtak, a szárazföldön próbáltak meg áttörni Jaffa felé; a király pedig egy Godric nevű angol kalandor hajóján a tenger felől közelítette meg a kikötővárost.
A Jaffában tartózkodó jeruzsálemi udvar Roger de Rozoy-tól, valamint az oda menekülő Roueni Róbert ramlai püspöktől értesült a ramlai vereségről. Az udvar a tengeren keresztül akart menekülni, azonban május 20-ára az egyiptomiak a vízen és a szárazföldön is bekerítették a várost. A szaracénok felmutattak egy fejet a városban rekedteknek annak bizonyságául, hogy I. Balduin király meghalt a csatában; a fej valójában nem a királyé, hanem egy rá külsőre nagyon hasonlító, Gerbod nevű keresztes lovagé volt.
A kedvező északi szélnek köszönhetően az I. Balduin királyt szállító hajó átjutott az egyiptomi flottán, és megérkezett a jaffai kikötőbe. A király a városból kitörve bevitte a galileai különítményt a falak mögé, majd – egyes források szerint egy szerzetessel, mások szerint egy helybéli szírrel – a fővárosba és a hebroni helyőrséghez küldetett erősítésért; és írt az északi keresztes uralkodóknak, Tankréd antiochiai régensnek és II. Balduin edesszai grófnak is. Hívására kilencven lovag érkezett Jaffához, kiegészülve egyéb lovasokkal és alacsonyabb rendűekkel; a jobban felfegyverzett lovagoknak sikerült áttörnie az ellenség vonalát és bejutnia az erődbe, a többi katonát azonban az egyiptomiak a tengerbe szorították, ők úszva jutottak be a városba. Tankréd régens és II. Balduin gróf még nem keltek útra, amikor egy kétszáz hajót számláló, angol, francia és német zarándokokat szállító flotta áttörte az egyiptomi blokádot és befutott a jaffai kikötőbe, biztosítva a kellő katonai erőt a jeruzsálemi királynak.
Május 27-én I. Balduin király támadást indított az egyiptomiak elűzésére, akik ekkorra már hozzáfogtak az ostromgépek építéséhez. A csata menetéről nem született részletes beszámoló – Foucher de Chartres annyit jegyzett le, hogy noha a kereszteseket a túlerőben lévő ellenség bekerítette, de a gyalogság nyílzápora mellett, az ellenfél sűrűje ellen indított sikeres lovasroham megfutamította a fátimidákat. Steven Runciman történész valószínűsíti, hogy „az egyiptomiaknak nem sikerült sem lerohanni, sem körülzárni Balduint, s az ezt követő frank nehézlovassági támadás megbontotta az egyiptomiak sorait és pánikot keltett közöttük.” R. C. Smail történész magyarázatában a keresztény gyalogság megfelelő felszereltségének köszönhetően egyrészt sikeresen állta az ellenséges nyílzáport, másrészt viszonozni is tudta azt; a lovasság rohamai pedig „tehermentesítették” a gyalogságot, melynek hadrendje így nem bomlott meg. Mikor a lovasságnak sikerült áttörnie az egyiptomiak vonalát, azok futásnak eredtek, odahagyták táborhelyüket, és Aszkalon felé menekültek. Nem lévén elég emberük, a keresztesek nem üldözték őket sokáig; táborukat ellenben kifosztották, és Türoszi Vilmos szerint gazdag zsákmányra tettek szert. A keresztény források alapján a jaffai ütközetben a szaracénok három-négyezer katonát veszítettek.

### A második ramlai csata értékelése
A második ramlai csata volt az egyetlen olyan alkalom, amikor a fátimida hadsereg le tudta győzni a frank lovasságot. Ez a frankokat meglepetésként érő támadás és a többszörös túlerő mellett a keresztes gyalogság hiányának tudható be. Az ütközetben aratott diadal után az egyiptomiak könnyűszerrel, egy kisebb különítménnyel bevehették volna a jelentős őrség nélkül maradt Jeruzsálemet. Az egyiptomi tábornokok azonban összekülönböztek azon, hogy Jeruzsálemet vagy Jaffát kellene-e elfoglalni, és a határozatlan Saraf al-Maálí fővezér nem tudott döntésre jutni. Késlekedése ahhoz vezetett, hogy a jeruzsálemiek erősítést kaptak a zarándokoktól, és a jaffai csatában visszavonulásra kényszerítették az egyiptomiakat. A fátimida fővezérek határozatlanságáról a muszlim krónikák is megemlékeztek.
Foucher de Chartres elsősorban nem a szaracénok létszámbeli fölényével magyarázta a keresztesek ramlai vereségét, hanem azt hozta fel döntő körülményként, hogy a jeruzsálemi uralkodó nem gyűjtötte össze a rendelkezésére álló teljes hadsereget, nem vitte csatába a gyalogságot, és nem hadrendben vezette lovagjait az ütközetbe. Azt, hogy vegyes harcmodorban, a lovasságot és a gyalogságot egyszerre, egymást támogatandó bevetve voltak a leghatékonyabbak, a keresztesek igen hamar felismerték. A királyi káplán élesen kritizálta urát is: szerinte I. Balduin túlontúl elbízta magát, és nem volt képes helyesen megítélni a körülményeket.
Az elsőtől eltérően szemtanúi ugyan nem, de kortárs keresztény beszámoló született a második ramlai csatáról. A muszlim krónikák nemhogy szemtanúi, de még csak nem is kortárs leírását adják az eseményeknek – az 1099-es aszkaloni és az 1105-ös harmadik ramlai összecsapásról egybevágó képet festenek, ám az első és a második ramlai ütközettel kapcsolatban ellentmondanak egymásnak. Ibn al-Kalániszí a keresztény forrásokkal egybehangzóan 1102-re, a három másik legfontosabb arab forrás, Ibn Mujasszar, Ibn al-Aszír és al-Makrízi munkái viszont 1103-ra datálják a második ramlai csatát. Michael Brett történész azzal magyarázza a dátum körüli zavart, hogy a győzelmet méltató szokásos, Egyiptomból Damaszkuszba küldendő levél 1103-as keletű, és az egyiptomi hagyományból dolgozó krónikások ez alapján tehették erre az évre az összecsapást.
Az események részletezésekor Ibn Mujasszar és Ibn al-Aszír narratívája cseng egybe a keresztényekével, míg Ibn al-Kalániszí az, akinél másképp alakul a történet: 1102 májusában Balduin jeruzsálemi király hétszáz lovassal és gyalogossal rátámad a szaracénokra, de vereséget szenved. Negyedmagával elmenekül az őt üldőző egyiptomiak elől, és álruhában Jaffába megy, bár rágyújtják a rejtekhelyéül szolgáló nádast, és a király súlyos égési sérüléseket szenved. Jaffába érkeznek ugyan frank hajók, de zátonyra futnak.
Az 1102-es ramlai ütközet után kialakult helyzet jelentette az egyiptomiak számára a legígéretesebb lehetőséget arra, hogy visszahódítsák a palesztinai területeket. Al-Afdal egyiptomi vezír az elkövetkező néhány évben több kísérletet tett újabb hadjáratra, vállalkozásait azonban nem kísérte siker.